# Буздуган, Юрий Алексеевич
Юрий Алексеевич Буздуган (укр. Юрій Олексійович Буздуган; род. 10 октября 1962 года, Новоселица) — украинский политический деятель, депутат Верховной рады Украины II созыва (1994—1998), глава совета Социал-демократической партии Украины.

## Биография
Родился 10 октября 1962 года в городе Новоселица Черновицкой области.
Окончил физический факультет Киевского государственного университета в 1984 году.
С 1984 года преподавал на кафедре астрономии Киевского университета имени Тараса Шевченко.
В 1990 году избран депутат Шевченковского районного совета Киева, был председателем постоянной комиссии, а затем и районного отдела по вопросам образования, молодёжи и спорта. С октября 1990 года был секретарём правления Объединённой социал-демократической партии Украины.
С 1991 года работал заведующим отделом исполкома Шевченковской районной государственной администрации.
С сентября 1993 года возглавлял подотдел международной торговли и иностранных инвестиций Антимонопольного комитета Украины.
Депутат Верховной рады Украины II созыва с апреля 1994 по апрель 1998 года (Новоселицкий избирательный округ № 438, Черновецкая область), глава Комитета по вопросам социальной политики и труда. Неудачно баллотировался на выборах 1998, 2002, 2006 годов.
Во время предвыборной кампании с декабря 1998 года по декабрь 1999 года был председателем президиума общественного комитета поддержки Александра Мороза.
В 2001 году принимал участие в акции «Украина без Кучмы».